# Al-Hádí
Abú Muhammad Músá ibn Mahdí al-Hádí (26. dubna 764 – 14. září 786) byl čtvrtý chalífa z rodu Abbásovců.

## Život a vláda
Vlády se ujal po smrti svého otce al-Mahdího v roce 785. Za celé své panování usiloval o zrušení dědického práva svého bratra Hárúna ar-Rašída na titul chalífy, jež se snažil zajistit svému synovi. Během al-Hádího vlády vypuklo také povstání šíitských Alidů, které krutě potlačil. Zemřel předčasně roku 786. Není vyloučeno, že byl zavražděn.